# Los Lonely Boys
Los Lonely Boys ist eine US-amerikanische Rockband mit Latin-Einflüssen aus Texas bestehend aus den drei Brüdern Henry, Jojo und Ringo Garza. Für den Song Heaven wurden sie 2005 mit einem Grammy ausgezeichnet.

## Bandgeschichte
Der Vater der drei Brüder, Ringo Garza senior, spielte bis in die 1980er Jahre mit seinen Brüdern in der Band Falcones mexikanische Musik in Texas. Als sie sich auflöste, ging er nach Nashville, er machte solo weiter und nahm seine Söhne mit zu seinen Auftritten. Die drei gründeten schließlich ihre eigene Brüder-Band Los Lonely Boys.
In den frühen 2000ern kehrten sie nach Texas zurück. Im Aufnahmestudio von Willie Nelson nahmen sie 2003 ihr Debütalbum auf. Daraufhin bekamen sie ein Angebot von Epic Records, die das Album im Frühjahr des folgenden Jahres herausbrachte. Auf Anhieb erreichten sie in den offiziellen Albumcharts Platz 9. Es hielt sich mehr als eineinhalb Jahre in den Charts und verkaufte sich über 2 Millionen Mal. Besonders erfolgreich war der Song Heaven, der selbst in die Top 20 kam und auf eine halbe Million verkaufter Tonträger kam. Bei den Grammy Awards 2005 bekamen sie gleich vier Nominierungen, darunter die Hauptkategorien Newcomer und Single des Jahres. Heaven brachte ihnen schließlich die Auszeichnung als beste Popdarbietung.
Ein Jahr später folgte das Nachfolgealbum Sacred. Zwar kam es sogar auf Platz 2 der offiziellen Charts und Platz 1 der Rockalben, konnte aber den großen Erfolg des Debüts nicht wiederholen. 2008 folgte bereits Album Nummer drei, Forgiven erreichte noch Platz 26. Während Sacred mit Diamonds noch einen kleineren Adult-Contemporary-Hit enthielt, blieb Forgiven ohne Nachhall. Am Jahresende veröffentlichten sie noch ein Weihnachtsalbum für die Feiertagscharts, dann lief ihr Vertrag mit Epic aus.
Es folgte eine Acoustic-Tour und die EP 1969 mit fünf Coversongs selbst veröffentlicht unter Lonelytone Records. Bevor ein neues Album fertig wurde, bekam Jojo Garza Probleme mit den Stimmbändern. Daraufhin mussten sie im Frühjahr 2010 eine Tour durch Nordamerika und Europa abbrechen. So erschien in diesem Jahr nur noch ein Album mit Livemitschnitten, das erste Studioalbum unter eigener Regie kam erst ein Jahr später. Ohne die Unterstützung eines großen Labels erreichte es immerhin noch Platz 70.
Auch das fünfte Album verzögerte sich um ein Jahr, nachdem diesmal Henry einen Bühnenunfall hatte und wegen einer ernsten Rückenverletzung lange ausfiel. Mit Revelation verpassten sie 2014 erstmals die Top 100 und landeten nur in der zweiten Charthälfte. Danach blieben weitere Veröffentlichungen aus und es wurde ruhig um die Band. Sie tourten noch bis 2019, dann erklärte Jojo Garza seinen Abschied. Die beiden verbliebenen Brüder ließen ein Fortbestehen der Lonely Boys offen.

## Mitglieder
- Henry Garza, Gitarre, Gesang
- Joey ‘Jojo’ Garza, Bass, Gesang
- Ringo Garza junior, Schlagzeug, Gesang

## Diskografie

### Studioalben
| Jahr | Titel            | Höchstplatzierung, Gesamtwochen, AuszeichnungChartplatzierungen (Jahr, Titel, Platzierungen, Wochen, Auszeichnungen, Anmerkungen) | Höchstplatzierung, Gesamtwochen, AuszeichnungChartplatzierungen (Jahr, Titel, Platzierungen, Wochen, Auszeichnungen, Anmerkungen) | Anmerkungen                            |
| Jahr | Titel            | US | Rock | Anmerkungen                            |
| ---- | ---------------- | --- | --- | -------------------------------------- |
| 1997 | Los Lonely Boys  | — | — | Erstveröffentlichung: 1997             |
| 1998 | Teenage Blues    | — | — | Erstveröffentlichung: 1998             |
| 2004 | Los Lonely Boys  | US9 ×2Doppelplatin · (76 Wo.)US                                                                                                   | — | Erstveröffentlichung: 30. März 2004    |
| 2006 | Sacred           | US2 (11 Wo.)US | Rock1 (5 Wo.)Rock | Erstveröffentlichung: 18. Juli 2006    |
| 2008 | Forgiven         | US26 (7 Wo.)US | Rock13 (2 Wo.)Rock | Erstveröffentlichung: 1. Juli 2008     |
| 2008 | Christmas Spirit | — | — | Erstveröffentlichung: 14. Oktober 2008 |
| 2009 | 1969             | US124 (1 Wo.)US | — | Erstveröffentlichung: 13. Oktober 2009 |
| 2011 | Rockpango        | US70 (2 Wo.)US | Rock19 (2 Wo.)Rock | Erstveröffentlichung: 29. März 2011    |
| 2014 | Revelation       | US120 (1 Wo.)US | Rock42 (1 Wo.)Rock | Erstveröffentlichung: 21. Januar 2014  |

grau schraffiert: keine Chartdaten aus diesem Jahr verfügbar

### Livealben
| Jahr | Titel                | Höchstplatzierung, Gesamtwochen, AuszeichnungChartsChartplatzierungen (Jahr, Titel, Platzierungen, Wochen, Auszeichnungen, Anmerkungen) | Anmerkungen                            |
| Jahr | Titel                | US | Anmerkungen                            |
| ---- | -------------------- | --- | -------------------------------------- |
| 2005 | Live at the Fillmore | US69 (4 Wo.)US | Erstveröffentlichung: 22. Februar 2005 |

Weitere Livealben
- 2006: Live at Blue Cat Blues
- 2010: Keep On Giving: Acoustic Live!

### Kompilationen
- 2009: Playlist: The Very Best of Los Lonely Boys

### Singles
| Jahr | Titel Album            | Höchstplatzierung, Gesamtwochen, AuszeichnungChartsChartplatzierungen (Jahr, Titel, Album, Platzierungen, Wochen, Auszeichnungen, Anmerkungen) | Anmerkungen                           |
| Jahr | Titel Album            | US | Anmerkungen                           |
| ---- | ---------------------- | --- | ------------------------------------- |
| 2004 | Heaven Los Lonely Boys | US16 Gold · (30 Wo.)US | Erstveröffentlichung: 26. Januar 2004 |

Weitere Singles
- 2003: Real Emotions
- 2004: More Than Love
- 2005: Diamonds
- 2008: Staying with Me
- 2011: Fly Away
- 2011: 16 Monkeys

### Videoalben
- 2004: Texan Style: Live from Austin (Platin)
- 2006: Live at the Fillmore

## Auszeichnungen
Grammy Awards
- 2005: Beste Popdarbietung mit Gesang (Heaven)
- weitere Nominierungen:
  - Newcomer des Jahres
  - Single des Jahres (Heaven)
  - Bestes Rock-Instrumental (Onda)